# (4015) Wilson-Harrington
(4015) Wilson-Harrington es un asteroide que forma parte de los asteroides Apolo y fue descubierto por Eleanor Francis Helin desde el observatorio del Monte Palomar (Estados Unidos), el 15 de noviembre de 1979.

## Designación y nombre
Wilson-Harrington se designó inicialmente como 1979 VA.
Más adelante, en 1993,

## Características orbitales
Wilson-Harrington orbita a una distancia media de 2,642 ua del Sol, pudiendo alejarse hasta 4,29 ua y acercarse hasta 0,9938 ua. Su excentricidad es 0,6238 y la inclinación orbital 2,782 grados. Emplea 1569 días en completar una órbita alrededor del Sol.
Wilson-Harrington es un asteroide cercano a la Tierra que pertenece al grupo de los asteroides potencialmente peligrosos.

## Características físicas
La magnitud absoluta de Wilson-Harrington es 15,99. Tiene un periodo de rotación de 3,574 horas y un diámetro de 4 km. Su albedo se estima en 0,05. Wilson-Harrington está asignado al tipo espectral CF de la clasificación Tholen.

## Actividad cometaria
Este objeto ha mostrado actividad (sublimación de material) solo durante una noche, la noche del 19 de noviembre de 1949, cuando se pudo observar unos pequeños indicios de sublimación. Desde esa aislada noche, ya no se ha vuelto a activar este cometa. En 1979 fue observado por Eleanor Helin, posteriormente Brian Marsden calculó y confirmó la órbita, llegando a la conclusión de que este cometa observado por Eleanor era el mismo que el observado en 1949.
En la aproximación de noviembre de 2009, se apreció una subida característica de la magnitud de éste, ya que, supuestamente, se tendría que encontrar sobre la magnitud +15, pero en esos momentos se encontraba en magnitud +12 o +13. Tras haber observado este cometa detenidamente y haberlo inspeccionado, se dedujo que este cometa no tuvo actividad alguna, y de hecho lleva desde 1949 sin tenerla; esta subida de luminosidad, probablemente se la debamos a algún choque con algún material, como probablemente, también se la podemos atribuir a la del 1949.
En noviembre de 2009 —60 años después de la noche de la actividad última—, se descubrió que este cometa tuvo un incremento similar en magnitud a 1949, pero  los astrónomos pudieron realizar investigaciones en CCD, Afhro y curvas de luz, llegando todos por unanimidad a la conclusión de que debió ser por un choque con algún cuerpo dicho aumento de magnitud, ya que el cometa no sublimó durante ese año ni ninguno de los pasados, ya que se haya sin material.
Posteriormente se descubrió que tanto su órbita como su posición eran exactamente las del cometa Wilson-Harrington lo que sugiere que algunos asteroides de órbita excéntica como Hidalgo en realidad son cometas extintos. Wilson-Harrington está incluido en la lista de asteroides potencialmente peligrosos, dado que su órbita se halla relativamente cerca a la de la Tierra.